# Santuario di Santa Maria dell'Aiuto
Il santuario di Santa Maria dell'Aiuto è un edificio di culto di Catania, ad angolo tra l'omonima via e la via Consolato della Seta, nel quartiere Santa Maria dell'Aiuto - San Giuseppe al Transito. Si tratta di un edificio di culto sorto nel XVII secolo e interessante meta del turismo religioso nella città per via soprattutto della riproduzione della Santa Casa di Loreto accessibile dall'interno della chiesa.

## Storia
A Catania esisteva presso il cortile della Misericordia un'antica e piccola chiesa dedicata al culto dei santi Pietro e San Paolo. Al suo esterno venne introdotto nel 1372 il culto della Madre di Dio e vi si espose un'icona di gusto bizantino ritenuta sin dall'inizio miracolosa e per questo fu chiamata Madonna dell'Aiuto.
Il 3 novembre 1641 la congregazione mariana presente nella chiesa di Santa Marina (i cui resti si trovano nell'attuale via Pozzo Mulino) condusse solennemente la venerata tela dalla chiesa dei Santi Simone e Giuda, al tempio dei Santi Pietro e Paolo poco distante. L'immagine originariamente era, secondo testimonianza coeva o poco posteriore, esposta sulla strada, verosimilmente all'interno di un'edicola votiva. La scelta del trasferimento fu quindi dettata dalla necessità di trovare un tempio vicino e di dimensioni tali da poter garantire spazio a sufficienza per i numerosi fedeli e per festività solenni.
Tuttavia per diversi autori passati il motivo principale era la frequenza delli miracoli. Oltre al numeroso popolo, anche il clero ed il Senato parteciparono con la loro rappresentanza, compreso l'allora vescovo di Catania Ottavio Branciforte, eletto tre anni prima.

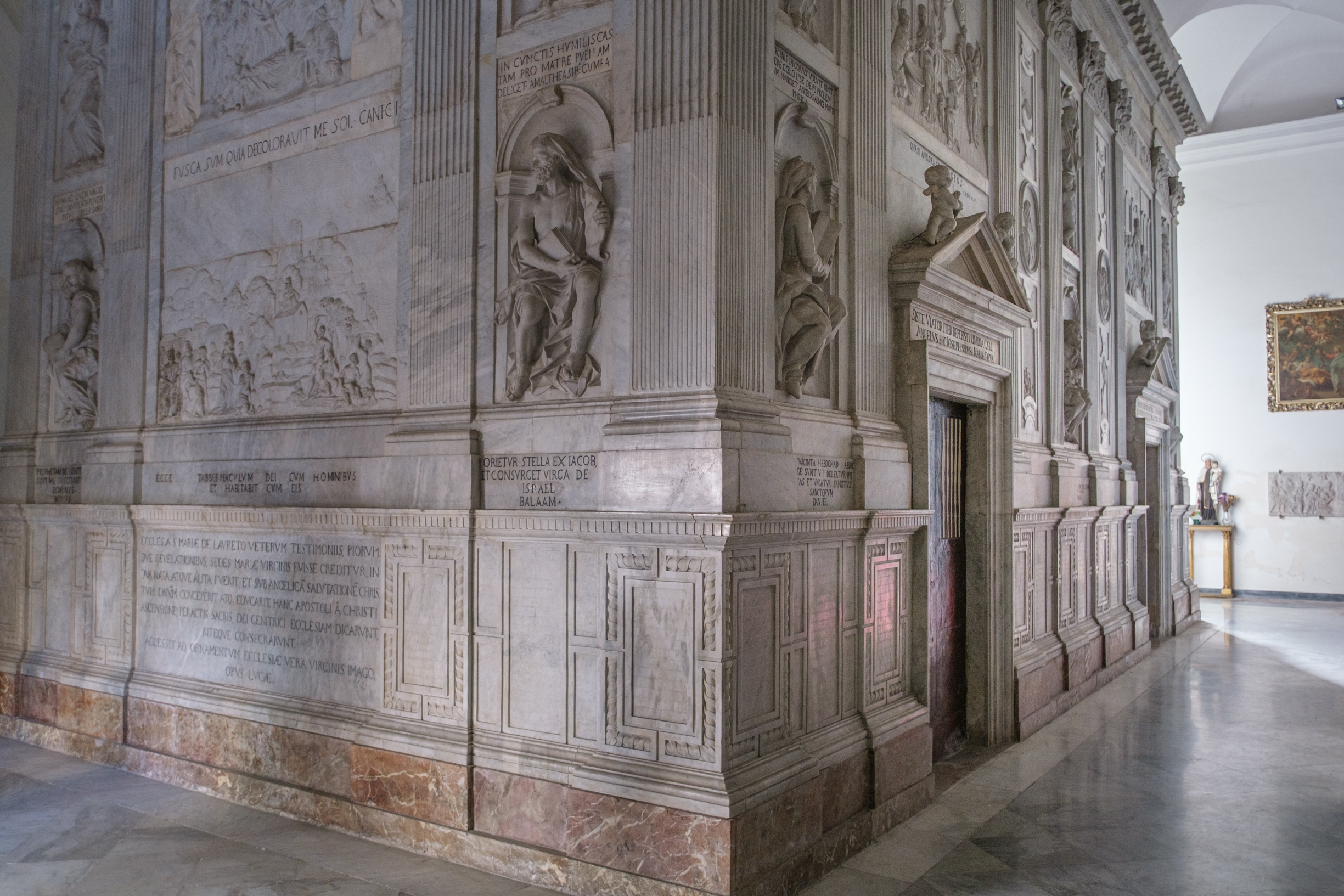
Santuario di Santa Maria dell'Aiuto - Santa Casa

La chiesa di Santa Maria dell'Aiuto sorse quindi a seguito del terremoto del 1693 sui resti della chiesa dei Santi Pietro e Paolo su progetto di Antonino Battaglia. Negli anni 1740 vi si collocò per devozione da parte del canonico Giuseppe Lauria una riproduzione in scala ridotta della Santa Casa di Loreto. Il tempio, opera di diversi artisti, è un'originale rivisitazione in chiave settecentesca dell'originale edificio marchigiano.
Nel XIX secolo si concluse la facciata realizzandone il campanile con orologio.

## Descrizione
Edificio a unica navata longitudinale conclusa da un profondo presbiterio preceduto da un ampio arco trionfale, la chiesa di Santa Maria dell'Aiuto è uno dei più caratteristici lavori del Battaglia.
La facciata della chiesa è preceduta da un'ampia scalinata. Si presenta in due ordini di colonne a rocchi con capitelli corinzi e festoni distribuiti a numero di sei nel registro inferiore e quattro in quello superiore dove ai margini sono allocate le due statue in pietra calcare rappresentante i santi Pietro e Paolo. Nel centro del timpano campeggia il monogramma di Maria circondato da una gloria di sei angeli in marmo.
Sopra al portone si trova uno scudo riproducente in marmo l'immagine della Madonna dell'Aiuto. Al lato destro si addossa la torre campanaria.
All'interno, la volta è decorata da stucchi dorati e scritte e simboli mariani. Quattro sono gli altari laterali: sul primo a sinistra è esposta una tela di San Francesco di Sales del XVIII secolo; il secondo è dedicato al Crocifisso e ospita numerose reliquie; il primo a destra ospita una copia del martirio di Sant'Agata, opera di Filippo Paladini conservato nella Cattedrale; il secondo vi si venerano gli apostoli Pietro e Paolo.
L'altare maggiore ospita l'icona di Santa Maria dell'Aiuto, conservatasi dopo il sisma, sebbene da tempo ridipinta. Così lo descriveva nel 1943 Salvatore Lo Presti sul Popolo di Sicilia: "L'altare Maggiore è una dolce sinfonia di marmi colorati e di esili colonne. Coronato da un movimentato gruppo in marmo simboleggiante il Padre Eterno assiso sopra le nuvole e circondato da cinque angeli, uno dei quali, alla sua sinistra sorregge un grosso globo, alle due estremità, all'altezza del ciborio, è adorno di due statue di media grandezza, raffiguranti, rispettivamente, S. Pietro e S. Paolo".